# Reginateatern

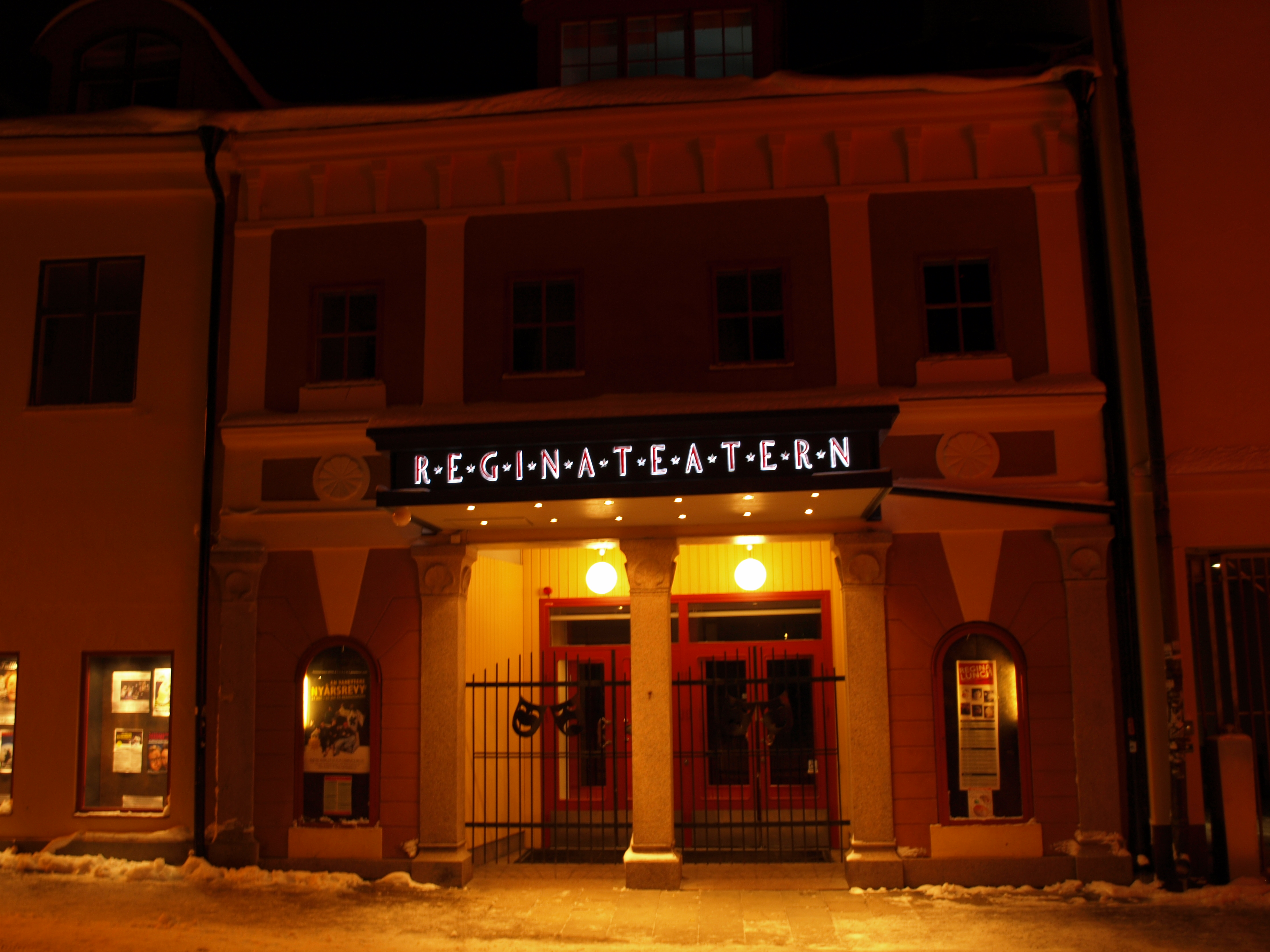
Reginateatern i november 2008.

Reginateatern är Uppsala kommuns gästspelsscen, tidigare känd som Skandiascenen. Reginateatern ritades 1925 av stadsarkitekten Gunnar Leche och fungerade då som en biografteater. 
I februari 2005 nyöppnade Reginateatern, delvis återställd till sin grundform, och bytte då tillbaka till det ursprungliga namnet. På Reginateatern erbjuds ett program med ett urval ur Uppsalas kulturliv, föreställningar från övriga Sverige och utländska gästspel. På Reginateatern hölls Ordsprak – Uppsalas internationella poesifestival.
Några av Uppsalas studentspex och orkestrar sätter upp sina föreställningar på Reginateatern, däribland Ett teknat spex, Phontrattarne och Farmacevtiska interaktiva spexkommittén.
Komikern Lasse Eriksson avled på Reginateaterns scen precis efter en föreställning av Fyra lyckliga män 2 den 3 mars 2011.
Humorduon Kesselofski och Fiske har haft Reginateatern som sin hemmascen.
Teater Prego arrangerar återkommande festivalen Sweden International Improv Festival på Reginateatern.